# 큐라켐
큐라켐(영어: Curachem)은 대한민국의 방사성동위원소표지화합물 합성 기업이다. 일본 시장에서 임상 및 비임상시험용 방사성동위원소 표지화합물 분야 시장점유율 1위를 기록하고 있다.